# Danh lục Henry Draper
Danh lục Henry Draper hay Danh mục Henry Draper (HD) là một danh lục sao thiên văn được xuất bản giữa năm 1918 và 1924, đưa ra phân loại phổ cho 225.300 sao; sau đó nó được mở rộng bởi Henry Draper Extension (HDE), xuất bản từ năm 1925 đến năm 1936, đã phân loại cho hơn 46.850 sao, và bởi Henry Draper Extension Charts (HDEC), xuất bản từ năm 1937 đến năm 1949 dưới dạng biểu đồ, đã phân loại cho 86.933 sao khác. Tổng cộng, 359.083 sao được phân loại vào tháng 8 năm 2017. Danh mục HD ban đầu bao phủ toàn bộ bầu trời gần như hoàn toàn xuống đến độ lớn ảnh chụp khoảng 9; các phần mở rộng thêm các ngôi sao mờ hơn ở một số khu vực nhất định của bầu trời. Việc xây dựng Danh lục Henry Draper là một phần của nỗ lực tiên phong để phân loại phổ sao, và số danh mục của nó thường được sử dụng như một cách xác định các ngôi sao.

## Lịch sử
Nguồn gốc của Danh lục Henry Draper có từ thời những nghiên cứu nhiếp ảnh sớm nhất về quang phổ sao. Henry Draper thực hiện bức ảnh đầu tiên về quang phổ của một ngôi sao cho thấy các đường quang phổ khác nhau khi ông chụp ảnh Vega năm 1872. Ông đã chụp thêm một trăm bức ảnh về quang phổ sao trước khi qua đời vào năm 1882. Năm 1885, Edward Pickering bắt đầu giám sát quang phổ ảnh tại Đài quan sát Đại học Harvard, sử dụng phương pháp lăng kính mục tiêu. Năm 1886, vợ chồng của Draper, Mary Anne Palmer Draper, đã trở nên quan tâm đến nghiên cứu của Pickering và đồng ý tài trợ cho nó dưới cái tên Henry Draper Memorial. Pickering và đồng nghiệp của ông sau đó bắt đầu thực hiện một cuộc khảo sát khách quan lăng kính của bầu trời và phân loại quang phổ thu được.
| Secchi | Draper              | Chú giải                                 |
| ------ | ------------------- | ---------------------------------------- |
| I      | A, B, C, D          | Các dòng hydro chiếm ưu thế.             |
| II     | E, F, G, H, I, K, L |                                          |
| III    | M                   |                                          |
| IV     | N                   | Không xuất hiện trong danh lục này.      |
| —      | O                   | Quang phổ Wolf–Rayet với các đường nhạt. |
| —      | P                   | Tinh vân hành tinh.                      |
| —      | Q                   | Các quang phổ khác.                      |

Một kết quả đầu tiên của công trình này là Danh lục Draper Quang phổ sao, được xuất bản năm 1890. Danh lục này chứa các phân loại phổ cho 10.351 sao, chủ yếu là phía bắc của xích vĩ −25°. Phần lớn phân loại được thực hiện bởi Williamina Fleming.  Lược đồ phân loại được sử dụng là chia nhỏ các lớp Secchi đã sử dụng trước đây (I thành IV) thành các lớp cụ thể hơn, với các chữ cái từ A đến N. Ngoài ra, chữ O được sử dụng cho các ngôi sao có quang phổ chủ yếu là các đường sáng, chữ P cho tinh vân hành tinh và chữ Q cho quang phổ không phù hợp với bất kỳ lớp nào từ A đến P. Không có ngôi sao nào thuộc loại N xuất hiện trong danh lục, và ngôi sao duy nhất của loại O là sao Wolf–Rayet HR 2583.
Antonia Maury và Pickering đã xuất bản một nghiên cứu chi tiết hơn về quang phổ của các ngôi sao sáng ở bán cầu bắc vào năm 1897. Maury đã sử dụng phân loại được đánh số từ I đến XXII; nhóm I đến XX tương ứng với các phân mục của các loại Catalog Draper B, A, F, G, K, và M, trong khi XXI và XXII tương ứng với các loại Draper Catalog N và O. Cô là người đầu tiên đặt các ngôi sao B ở vị trí hiện tại của họ, trước khi có một ngôi sao, trong phân loại quang phổ.
Năm 1890, Đài thiên văn Đại học Harvard đã xây dựng một trạm quan sát ở Arequipa, Peru để nghiên cứu bầu trời ở Nam bán cầu, và một nghiên cứu về các ngôi sao sáng ở bán cầu nam đã được Annie Jump Cannon và Pickering xuất bản năm 1901.  Cannon sử dụng các loại ký tự của Draper Catalog của Stellar Spectra, nhưng bỏ tất cả các chữ cái trừ O, B, A, F, G, K và M, được sử dụng theo thứ tự đó, cũng như P cho tinh vân hành tinh và Q cho một số đặc thù quang phổ. Cô cũng sử dụng các loại như B5A cho các ngôi sao nằm giữa các loại B và A, F2G cho các ngôi sao một phần năm con đường từ F đến G, vân vân.
Giữa năm 1910 và 1915, những khám phá mới đã làm tăng sự quan tâm về phân loại sao, và hoạt động trên Danh lục Henry Draper bắt đầu vào năm 1911. Từ năm 1912 đến năm 1915, Cannon và đồng nghiệp đã phân loại phổ với tốc độ xấp xỉ 5.000 mỗi tháng. [17] Danh mục này được xuất bản trong 9 tập của Biên niên sử của Đài quan sát Đại học Harvard từ năm 1918 đến năm 1924. Nó chứa các vị trí thô, độ lớn, phân loại phổ và, nếu có thể, tham chiếu chéo tới danh mục Durchmusterung cho 225.300 sao. Lược đồ phân loại được sử dụng tương tự như được sử dụng trong công trình của Cannon năm 1901, ngoại trừ các loại như B, A, B5A, F2G, và vân vân, đã được đổi thành B0, A0, B5, F2, v.v. Cũng như các lớp từ O đến M, P được sử dụng cho tinh vân và R và N cho các sao cacbon.
Pickering qua đời vào ngày 3 tháng 2 năm 1919, để lại 6 tập được giám sát bởi Cannon. Cannon đã tìm thấy phân loại phổ cho 46.850 ngôi sao ở các vùng được chọn trên bầu trời trong phần mở rộng của Henry Draper, được xuất bản trong sáu phần giữa năm 1925 và 1936. Cô tiếp tục phân loại các ngôi sao cho đến khi qua đời vào năm 1941. Hầu hết các phân loại này được xuất bản năm 1949 trong Bảng xếp hạng Henry Draper mở rộng (phần đầu tiên của các bảng xếp hạng này được xuất bản vào năm 1937.) Các bảng xếp hạng này cũng bao gồm một số phân loại của Margaret Walton Mayall. công việc sau cái chết của Cannon.
Danh lục và các phần mở rộng của nó là nỗ lực quy mô lớn đầu tiên để lập danh lục các loại quang phổ của sao, và việc xây dựng nó dẫn đến lược đồ phân loại của sao Hỏa Harvard mà vẫn được sử dụng ngày nay.